# Denkmalgeschützte Objekte im Okres Detva

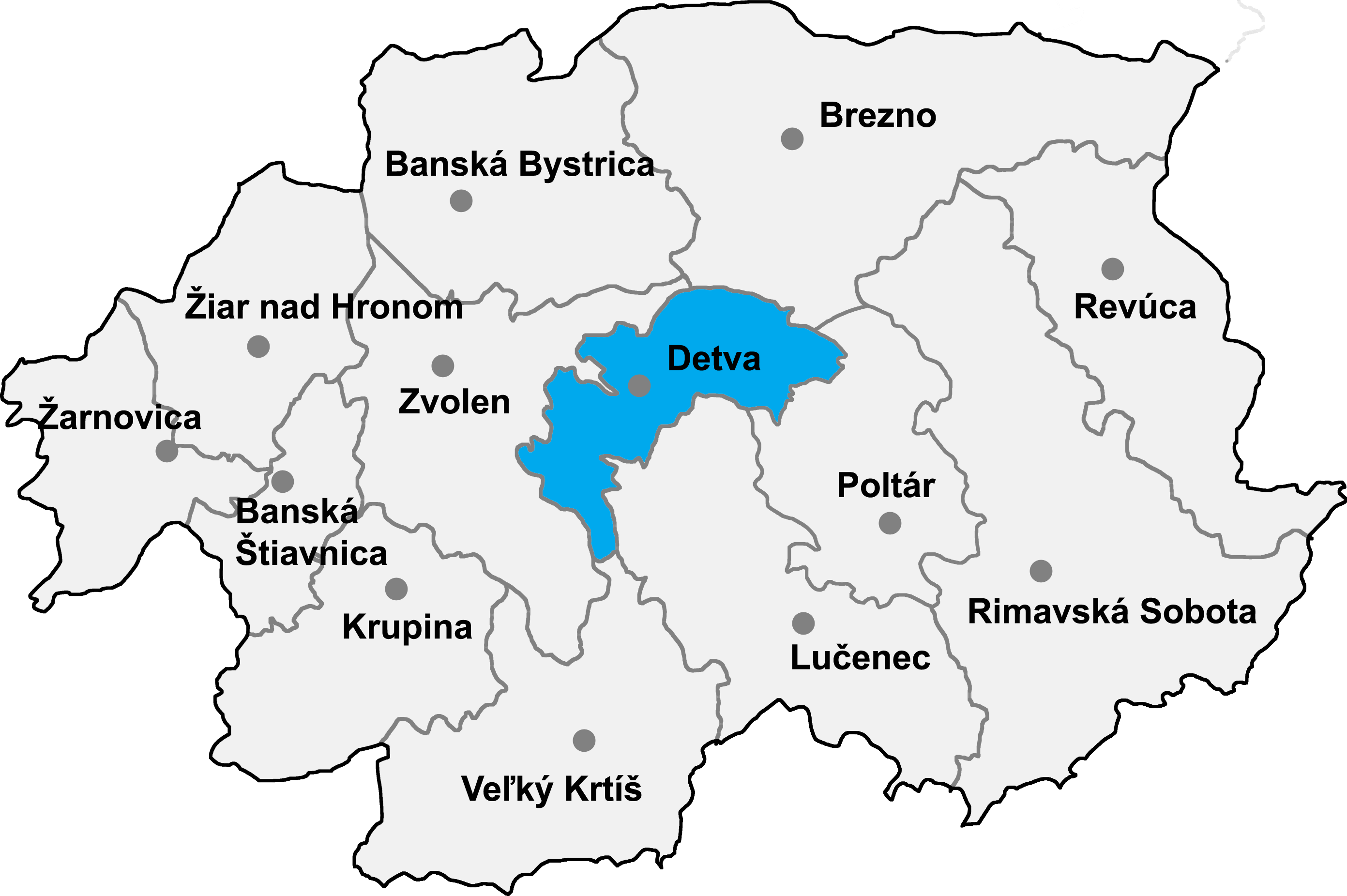

Im Okres Detva bestehen 56 denkmalgeschützte Objekte. Die unten angeführte Liste führt zu den Gemeindelisten und gibt die Anzahl der Objekte an. In Gemeinden, die nicht verlinkt sind, existieren keine geschützten Objekte.
| Gemeindeliste          | Objektanzahl |
| ---------------------- | ------------ |
| Detva                  | 7            |
| Detvianska Huta        | 4            |
| Dúbravy                | 0            |
| Horný Tisovník         | 0            |
| Hriňová (Hrinau)       | 15           |
| Klokoč                 | 2            |
| Korytárky              | 0            |
| Kriváň                 | 1            |
| Látky                  | 0            |
| Podkriváň              | 2            |
| Slatinské Lazy         | 1            |
| Stará Huta             | 1            |
| Stožok                 | 0            |
| Vígľaš                 | 19           |
| Vígľašská Huta-Kalinka | 2            |